# Diphysa suberosa
Diphysa suberosa,  (corcho, palo santo),   es una especie botánica, arbusto perenne de la subfamilia de las Faboideae. Es nativa del norte de México (Sinaloa, Sonora; centro de México (Guanajuato, Guerrero, Jalisco, México, Michoacán, Morelos, Nayarit, Oaxaca)

## Taxonomía
Diphysa suberosa fue descrita por Sereno Watson y publicado en Proceedings of the American Academy of Arts and Sciences 22: 405. 1887.